# Binbaşı
Binbaşı (cap de mil) fou un grau militar turc.
Fou utilitzat principalment a l'Imperi Otomà, des de l'inici sota Orkhan (1328), però va desaparèixer al segle xvi per reaparèixer al segle xviii designant un grau de nova creació i el 1769 hi havia 97 regiments dels anomenats miri askeris, cadascun dirigit per un binbaşı; a la reorganització de final del segle es va donar el nom al comandants de batalló.
A Pèrsia fou utilitzat tanmateix com a grau pels safàvides.
En l'actual Turquia, el mot binbaşı designa un grau militar equivalen al de major. A l'Imperi Otomà, aquest grau es designava amb el nom de Kolağası, que estava per damunt del Yüzbaşı (capità) però per sota del Binbaşı.